# Tirana East Gate
Das Tirana East Gate (Kürzel: TEG) ist ein Freizeit- und Einkaufszentrum am Rande der albanischen Hauptstadt Tirana. Es liegt etwa vier Kilometer vom Stadtzentrum entfernt beim Ort Lundra, direkt am südlichsten Punkt der Ringautobahn Unaza e Madhe sowie an der Autostrada A3 nach Elbasan und der Nationalstraße SH3.
Das Tirana East Gate wurde am 26. November 2011 feierlich vom Ministerpräsidenten Sali Berisha und weiteren Repräsentanten der albanischen Politik eröffnet und ist mit etwa 90.000 Quadratmeter Einkaufsfläche das größte Einkaufszentrum Albaniens.
Das Gebäude ist zweigeschossig und beherbergt 180 Geschäfte, 10 Bar-Cafés und 5 Restaurants. Etwa 3.300 Parkplätze stehen zur Verfügung. Rund 2.000 Personen sind im Einkaufszentrum angestellt. Viele international bekannte Marken setzen hier zum ersten Mal ihren Fuß nach Albanien. Dazu gehören der französische Einzelhändler Carrefour sowie Mode-Marken wie Orsay. Neben dem Angebot an Geschäften und Restaurants gibt es zudem ein Kino, ein Kasino, eine Eislaufbahn, eine Bowlingbahn und eine Ausstellungsfläche für Auto-Modelle, die in Albanien promoviert werden. In der Nähe des Tirana East Gate gibt es außerdem einen Spa, der zu den größten Albaniens zählt.
Die Realisierung kostete rund 104 Millionen Euro und nahm 18 Monate Zeit in Anspruch.
Ende 2023 wurde angrenzend ans TEG ein Busterminal für Busse nach Südostalbanien eröffnet. Mehrere Buslinien verbinden die Innenstadt mit dem Tirana East Gate.